# 高雄市小港區港和國民小學

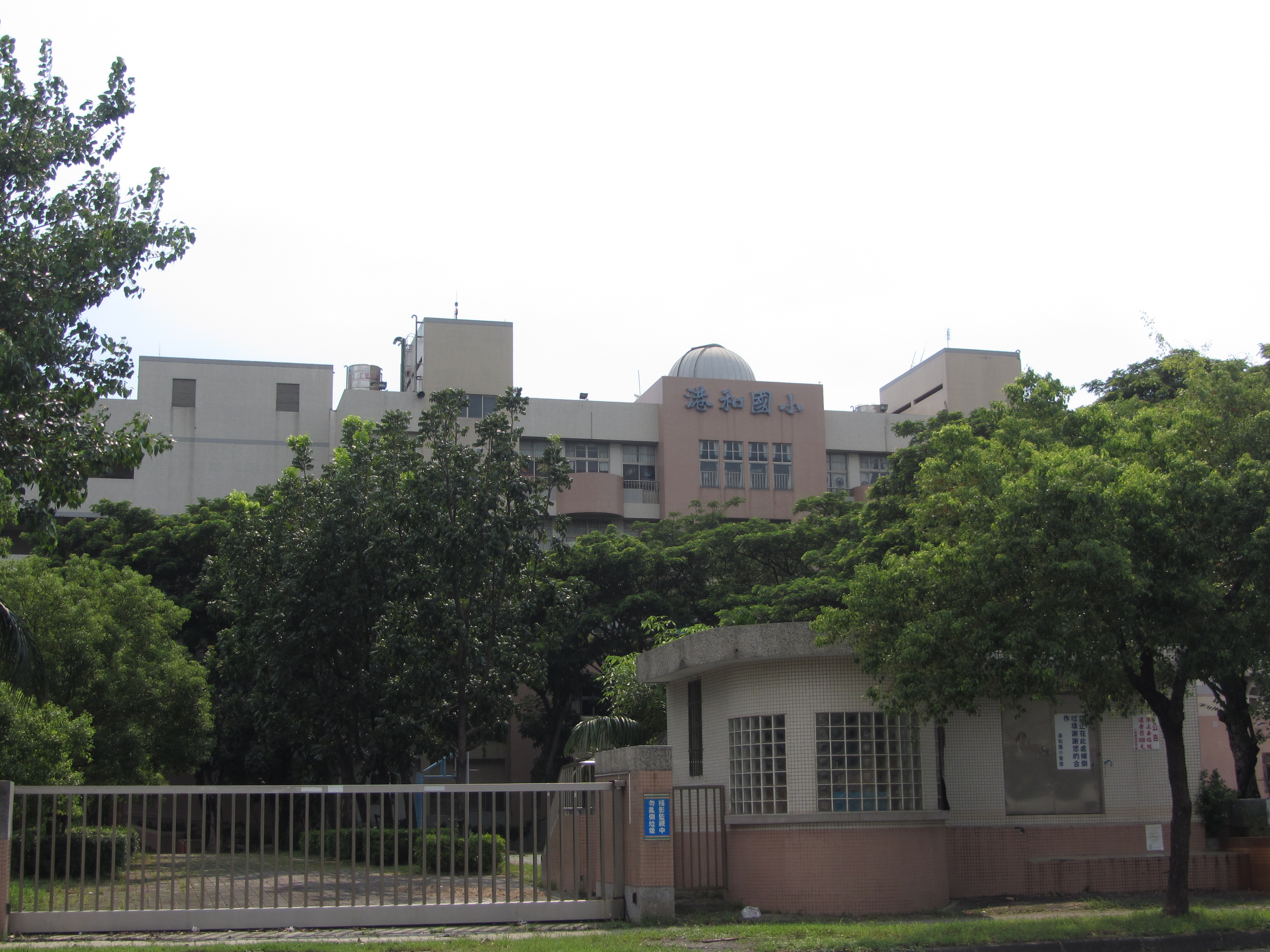
港和國小內的天文館

高雄市小港區港和國民小學，簡稱港和國小，是位在高雄市小港區的一所國民小學，鄰近高雄國際航空站。
港和國小是高雄市天文教育重點學校，並在校內設有天文教育館。

## 歷史
港和國小於1997年7月1日成立籌備處，1998年8月2日第一期校舍建築動工興建。1999年7月1日正式成立，初期借用小港國小校舍上課，2000年6月5日第一期校舍正式啟用，2006年3月11日第二期校舍正式啟用。2008年8月1日在校內附設「高雄市新移民學習中心」。2009年8月1日成立資優班。

## 歷任校長
1. 翁慶才
2. 張允明
3. 李致誠
4. 黃啟峯
5. 黃寶靚

## 天文教育
早在1998年港和國小校舍新建工程中就已有天文教育館的設計。館內除了天文教育相關設備以外，並設有天象儀與望遠鏡。近年並承辦「國小天文知能網路認證活動」。

## 命名
港和國小在平和南路跟小港區，從「小港」與「平和」中各取一字，作為本學校的校名港和。

## 外部連結
- 港和國小網頁 （页面存档备份，存于）
- 港和國小天文教育館 （页面存档备份，存于）